# Hao Jingfang
Hao Jingfang (chinês simplificado: 郝景芳, pinyin: Hăo Jǐngfāng; Tianjin, China, 27 de julho de 1984) é uma escritora chinesa de ficção científica.
Ganhou o Prêmio Hugo de Melhor Noveleta por Folding Beijing, traduzido por Ken Liu, no Hugo Awards de 2016.

## Biografia
Hao Jingfang nasceu em Tianjin, em 1984. Após o colegial, ela estudou, depois trabalhou, na Universidade Tsinghua, na área de física. Após perceber a desigualdade econômica da China, ela estudou economia na Universidade de Tsinghua, obteve um doutorado em 2013 e trabalha como pesquisadora na China Development Research Foundation desde então e tem uma startup focada em educação de crianças chinesas.
Em 2002, como estudante do ensino médio, ela ganhou o primeiro prêmio no 4º concurso nacional de redação "Novo Conceito" (新概念作文大赛). Em 2016, ganhou o Prêmio Hugo de Melhor Noveleta por seu trabalho Folding Beijing. Ela se tornou a primeira mulher chinesa a ganhar um Prêmio Hugo. Folding Beijing está em processo de adaptação para o cinema, pelo cineasta Josh Kim.
Seu livro Vagabonds foi selecionado para o Prêmio Arthur C. Clarke de 2021.

## Vida pessoal
Hao é casada e tem uma filha.

## Obras

### Contos
- O Último Homem Valente (最后一个勇敢的人)
- Invisible Planets (看不见的星球) 2013 (publicado em inglês com tradução de Ken Liu pela Lightspeed Magazine)
- O Trem de Ano Novo (过年回家) 2019 (publicado como parte da antologia Broken Stars da Tor Books)
- The Loneliest Ward (孤单病房) 2018 (publicado em inglês com tradução de Ken Liu[10] pela Clarkesworld Magazine)

### Novela
- Folding Beijing (北京折叠) 2015 (Uncanny Magazine)

### Romance
- Vagabonds. Head of Zeus. 2020.